# Iunie 1989
Acest articol este generat integral pe baza informațiilor din articolul 1989 și este actualizat periodic de un robot.
 Editările făcute în articol vor fi șterse la următoarea actualizare! Dacă doriți să faceți modificări, editați articolul-sursă.

ianuarie -
februarie -
martie -
aprilie -
mai -
iunie -
iulie -
august -
septembrie -
octombrie -
noiembrie -
decembrie
Iunie 1989 a fost a șasea lună a anului și a început într-o zi de joi.

## Evenimente
- 4 iunie: În Polonia au loc alegeri câștigate de celebrul sindicat „Solidaritatea", condus de Lech Walesa, singura mișcare muncitorească independentă întâlnită vreodată într-un stat comunist din estul continentului european; la 19 august 1989, s-a format primul guvern necomunist.
- 4 iunie: Au avut loc tragicele evenimente din Piața Tiananmen; armata a invadat piața și a reprimat sângeros mișcarea de la Beijing (Pekin). Tinerii adunați în Piața Tiananmen (Poarta Păcii Cerești) manifestaseră, începând cu 22 aprilie 1989, pentru reforme democratice și pentru inițierea unui dialog cu guvernul comunist.

## Nașteri

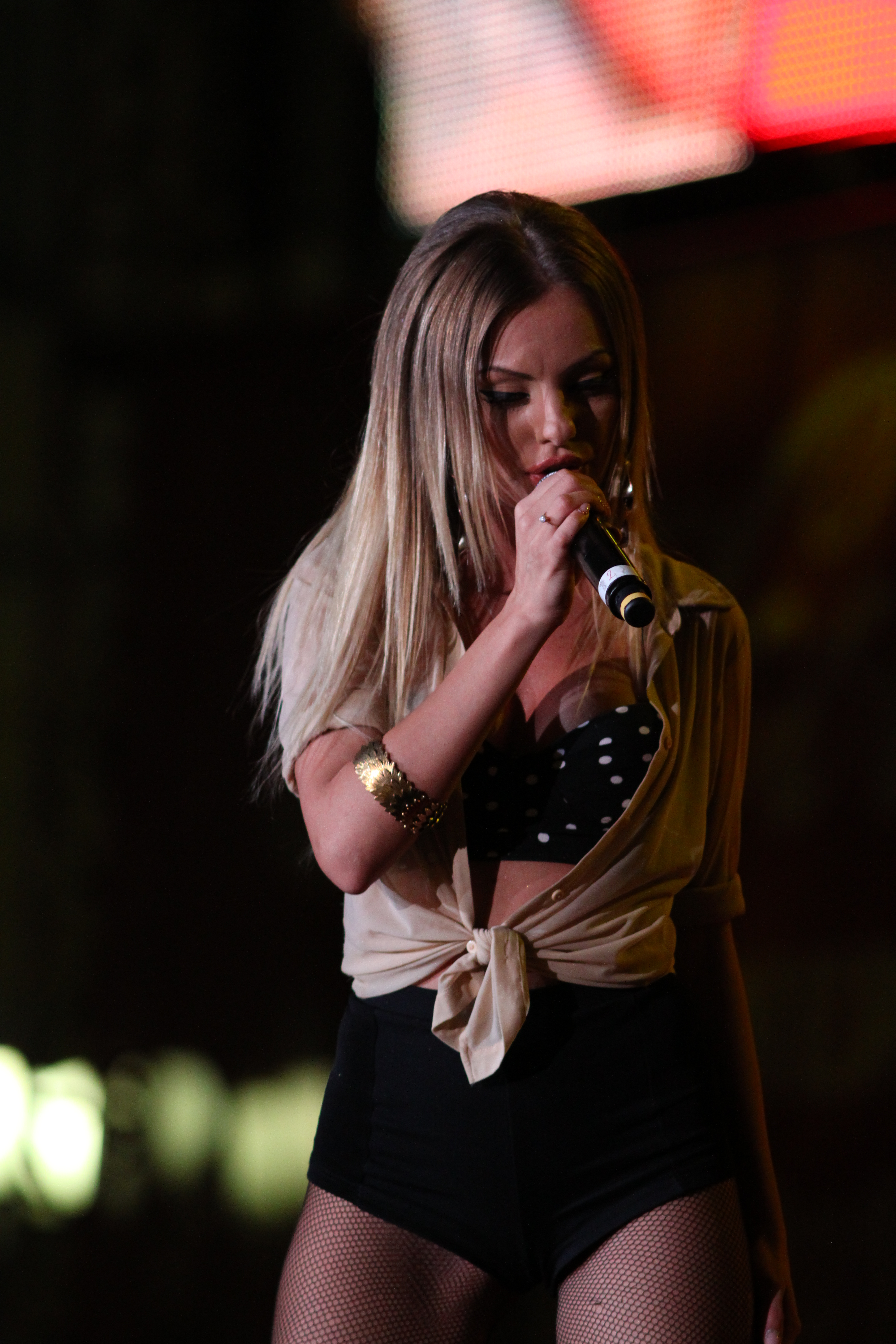
Alexandra Stan, cântăreață română
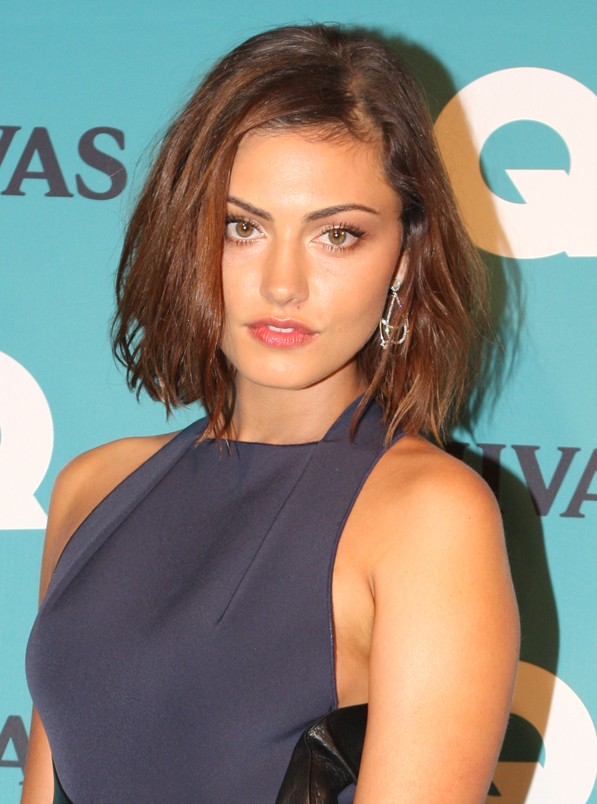
Phoebe Tonkin, model și actriță australiană
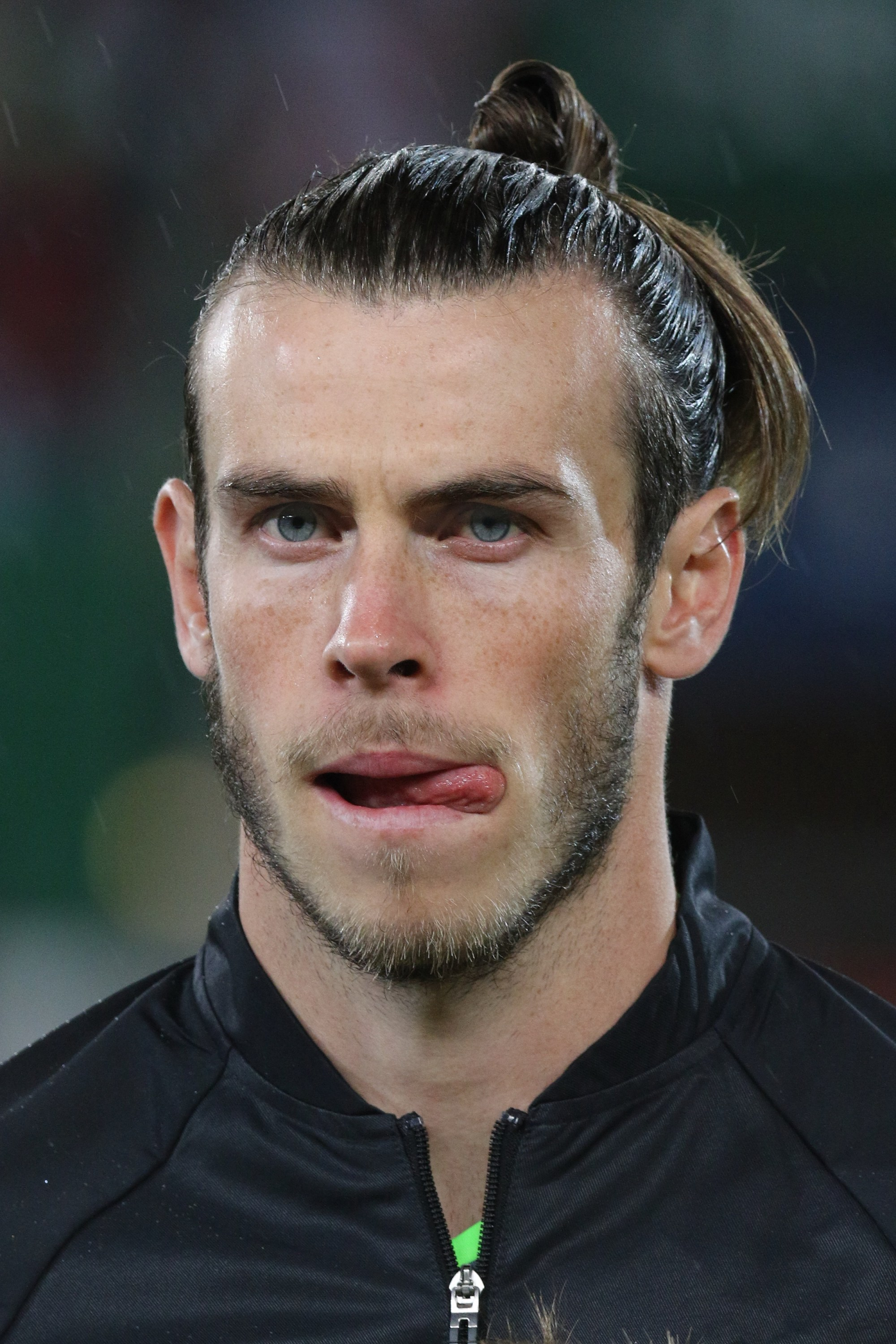
Gareth Bale, fotbalist galez
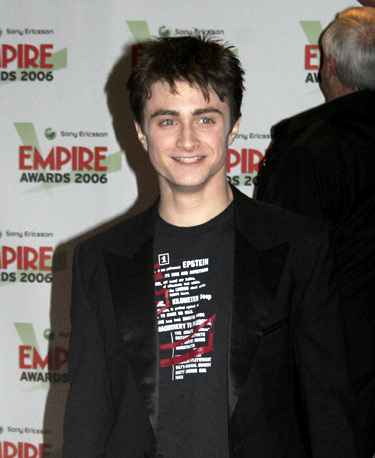
Daniel Radcliffe, actor britanic de film, teatru și televiziune

- 2 iunie: Liviu Antal (Liviu Ion Antal), fotbalist român
- 3 iunie: Katie Hoff, înotătoare americană
- 3 iunie: Artem Kraveț, fotbalist ucrainean (atacant)
- 4 iunie: Silviu Lung Jr., fotbalist român (portar)
- 5 iunie: Alexandra Theodora Apostu, arbitru român de fotbal
- 5 iunie: Roxana Cocoș, halterofilă română
- 5 iunie: Imogen Poots, actriță engleză
- 6 iunie: Ionuț Balaur, fotbalist român
- 6 iunie: Javi Hernández, fotbalist spaniol
- 6 iunie: Jonathan Reis (Jonathan De Lima Reis), fotbalist brazilian (atacant)
- 8 iunie: Timea Bacsinszky, jucătoare elvețiană de tenis
- 8 iunie: Olha Jovnir, scrimeră ucraineană
- 9 iunie: Cornel Dinu, fotbalist român
- 9 iunie: Dídac Vilà Roselló, fotbalist spaniol
- 9 iunie: Cornel Dinu, fotbalist născut în 1989
- 10 iunie: Alexandra Stan, cântăreață română
- 10 iunie: Irene Vecchi, scrimeră italiană
- 11 iunie: Lorenzo Ariaudo, fotbalist italian
- 11 iunie: Alexandru Rotaru, politician român
- 13 iunie: Maxim Potîrniche, fotbalist din R. Moldova
- 13 iunie: Nejc Skubic, fotbalist sloven
- 14 iunie: Daniela Crudu, asistentă română TV
- 15 iunie: Alexandru Benga, fotbalist român
- 16 iunie: Yuichi Maruyama, fotbalist japonez
- 18 iunie: Pierre-Emerick Aubameyang (Pierre-Emerick Emiliano François Aubameyang), fotbalist gabonez
- 18 iunie: Ionela-Viorela Dobrică, politiciană română
- 19 iunie: Taide Rodríguez, actriță mexicană
- 20 iunie: Anoh Attoukora (Anoh Apollinaire Attoukora Sfondo), fotbalist ivorian
- 20 iunie: Javier Matias Pastore, fotbalist argentinian
- 21 iunie: Enrico Garozzo, scrimer italian
- 22 iunie: Aneta Pîrvuț, handbalistă română
- 23 iunie: Narcisse Bambara, fotbalist burkinez
- 25 iunie: Xonia (n. Loredana Sachelaru), cântăreață și compozitoare australiană de etnie română
- 26 iunie: Jorge Casado Rodriguez, fotbalist spaniol
- 26 iunie: Ismail Isa Mustafa, fotbalist turc (atacant)
- 29 iunie: Isabelle Gulldén, handbalistă suedeză

## Decese
Grigore Kiazim, muzician român (n. 1913)
Ruhollah Khomeini, lider politic iranian (n. 1902)
Chế Lan Viên, 69 ani, scriitor vietnamez (n. 1920)
Michele Lupo, 56 ani, regizor italian de film (n. 1932)
Petre Lupu, politician român (n. 1920)